# The London Philatelist

Обложки журнала «The London Philatelist»: том 69, № 808 (март 1960); том 84, № 994 (октябрь 1975); том 91, № 1077—1078 (сентябрь—октябрь 1982); том 101, № 1189 (январь—февраль 1992); том 107, № 1253 (март 1998) и том 110, № 1297 (июль—август 2002)

«The London Philatelist» (в переводе с англ. — «Ло́ндонский филатели́ст») — филателистическое периодическое издание, журнал британского Королевского филателистического общества Лондона, печатающийся в Лондоне. Впервые он вышел в свет в 1892 году и с тех пор издаётся без перерывов до настоящего времени.

## Описание
Периодичность выхода — десять номеров в год, исключая январь и июль. Основная тематика — вопросы истории мировой филателии и почтового обращения. «Лондонский филателист» старается публиковать исключительно эксклюзивные материалы; как правило их авторами выступают члены Общества. Примерно половина статей и материалов содержит полностью уникальный, впервые публикуемый контент. Часто темы будущих публикаций члены Общества предварительно обсуждают на своих заседаниях (сессиях). Журнал гордится тем, что находит место и для научных статей авторов, независимо от их происхождения и не являющихся членами Общества, если на заявленную таким автором тему нелегко найти материал и тема адекватно разработана.
Королевское филателистическое общество Лондона не выплачивает гонорары авторам статей в журнале. При этом имущественные авторские права на статьи сохраняются за их авторами. Перепечатка статей из «Лондонского филателиста» разрешается по истечении шестимесячного периода после согласования с авторами.

### Дизайн обложки
«Лондонский филателист» представляет собой издание с минималистским подходом в оформлении обложек выходящих номеров журнала. Дизайн обложки при этом строг, консервативен и неизменен на протяжении многолетней истории публикации журнала. На обложке традиционно присутствует королевский герб Великобритании (в верхней части), а также даны название журнала, его выходные данные и содержание текущего номера. Цвет обложки меняется для каждого года издания (тома) журнала.

## История
Журнал был основан в 1892 году Эдвардом Джеймсом Нанкивеллом (1848—1909), редактором лондонской газеты «Pall Mall Gazette» и членом Совета Королевского филателистического общества. Он же стал первым редактором нового журнала в 1892—1893 годах. Первый номер журнала появился в свет в январе 1892 года.
В дальнейшем должность редактора журнала занимали следующие лица:
- 1892—1917 (кроме первых 10 номеров) — Марселлус Касл (1849—1917).
- 1917 — Уильям Корфилд[англ.] (1859—1919).
- 1917—1937 — Томас Холл (1861—1937).
- 1937—1940 — Генри Вуд (англ. Henry Wood, 1873—1940).
- 1940—1945 — Алвин Лармор[англ.] (1886—1946).
- 1946—1954 — Генри Холмс (1896—1989).
- 1955—1974 — Арнольд Стрендж (Arnold Montague Strange, 1905—1989).
- 1975—1982? — Стюарт Росситер (1923—1982).

По состоянию на 2008 год, издание журнала возглавлял почётный редактор и действительный член Королевского филателистического общества Фрэнк Л. Уолтон FRPSL).

## Распространение
«Лондонский филателист» распространяется среди действительных (Fellows) и рядовых (Members) членов Общества бесплатно. Некоторые особо примечательные статьи издания, основанные на материалах лекций членов Общества, иногда выставляются на продажу отдельно, каждая стоит обычно £4. Старые номера «Лондонского филателиста» обычно продаются на вторичном рынке по £3,5—5.
Полный архив всех выпусков издания на 12 компакт-дисках можно приобрести за £185 (Великобритания и остальная Европа) или £160 (прочие континенты, без НДС). Компакт-диски снабжены поиском, содержат все иллюстрации и статьи журнала. В то же время, в отличие от некоторых других подобных изданий, журнал не имеет онлайн-версии, и его редакция даже не предлагает на веб-сайте Общества анонсов содержания выходящих из печати свежих номеров, как это делают, например, «The American Philatelist» или «Филателия».
Подшивка журнала «Лондонский филателист» хранится также в библиотеке Британского почтового музея и архива.

## Офис
Офис журнала и Общества располагается в Лондоне по следующему адресу:
The Royal Philatelic Society London

41 Devonshire Place

London

W1G 6JY